# Polydora ciliata
Polydora ciliata ist ein Wurm aus der Familie der Spionidae innerhalb der Klasse der Vielborster (Polychaeten).
(Als Trivialnamen werden „Bohrwurm“ oder „Bohrringelwurm“ verwendet.)

## Merkmale
Der gelblich braune oder hellgelbe, am Körperende dunklere Ringelwurm erreicht eine Körperlänge von bis zu 30 mm und eine Breite von 7 bis 10 mm. Der Körper besteht aus bis zu 180 Segmenten. Dorsal trägt die Art ab dem 7. Segment Kiemen, lediglich die letzten 10 bis 20 Segmente sind ohne Kiemen. Das vergrößerte 5. Segment trägt 6 bis 7 besonders lange, seitlich bezahnte Borsten. Es sind keine oder bis zu 4 Augen und zwei lange Palpi vorhanden, die mittlere Occipital - Antenne fehlt.

## Verbreitung
Polydora ciliata kommt in der gesamten Nordsee, im Skagerrak, Kattegat, Öresund, in der Ostsee, im Indopazifik, vom Atlantik bis in das Mittelmeer, im Roten Meer, im Schwarzen Meer und in der Antarktis vor.

## Lebensweise

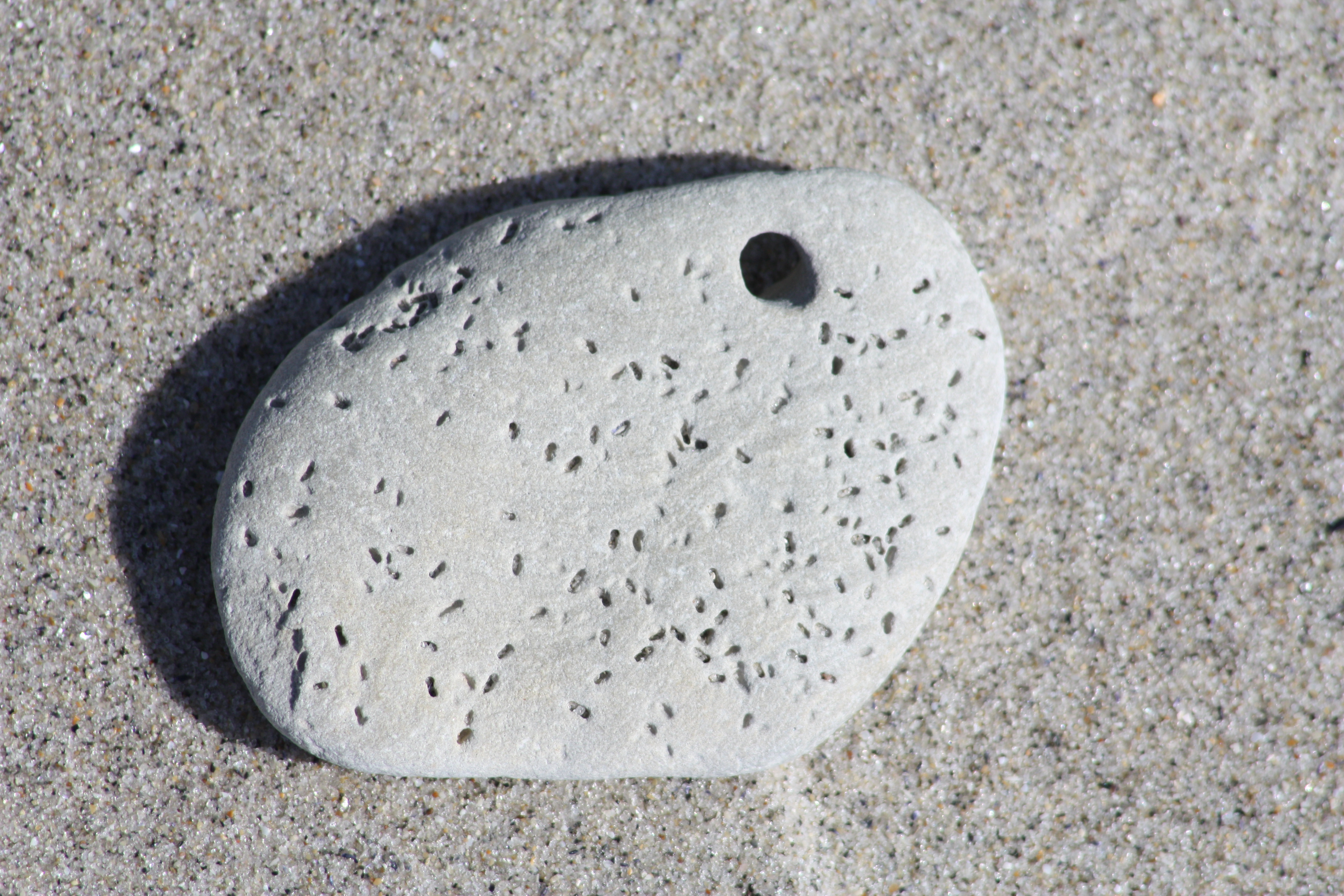
Löcher im Stein, die von Polydora ciliata stammen; das große Loch stammt von einer Bohrmuschel (Düne in Helgoland)

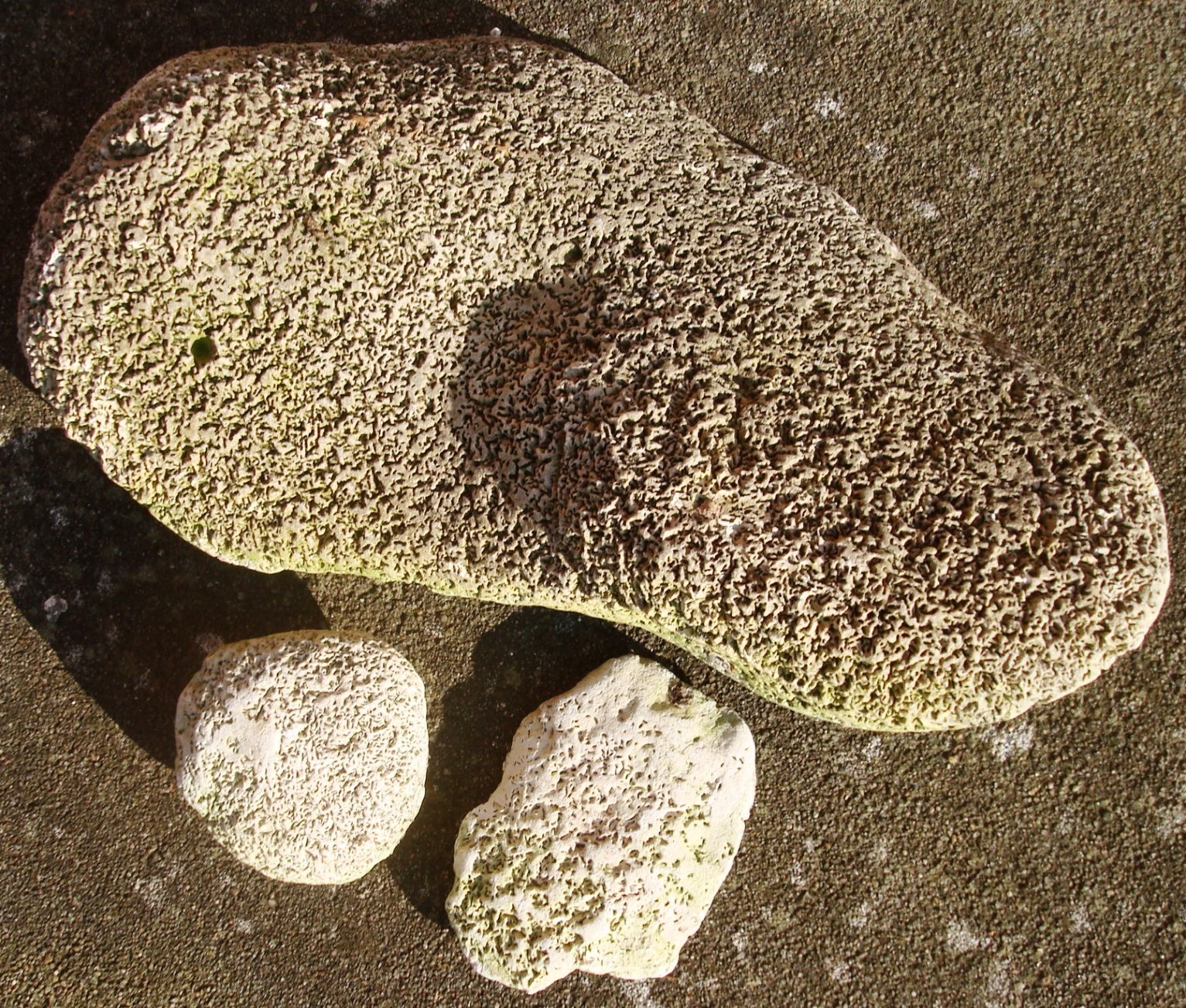
Bohrspuren von Polydora ciliata in Kalkstein (aus dem Kattegat / Ostsee)

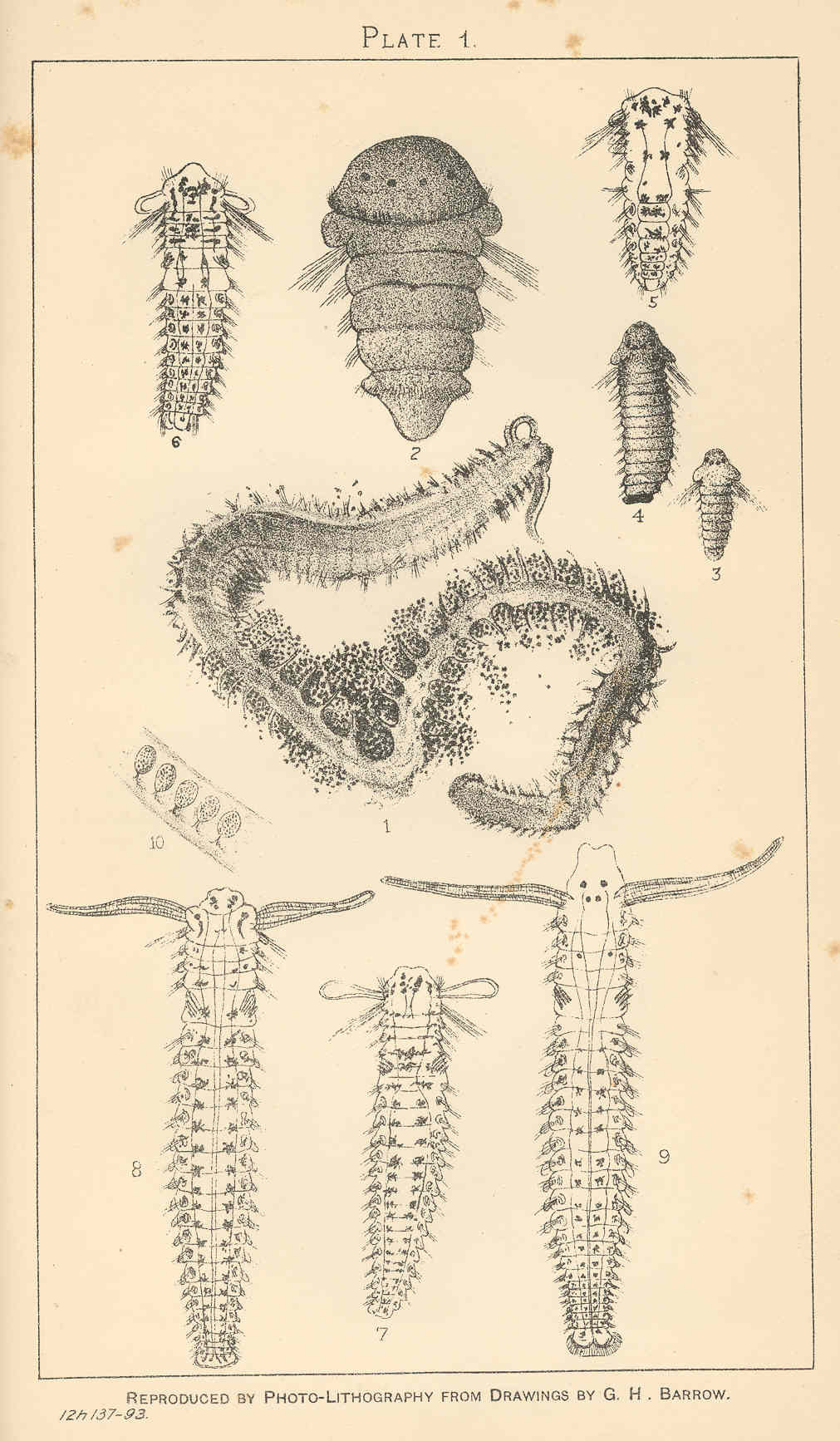
Polydora ciliata: Eier (1), Junge Larven (2), Ältere Larven (3–4), Ältere Stadien (5–9), Eikapseln (10). Lindsay G. Thompson (1893): History of the Fisheries of New South Wales

Polydora ciliata gräbt mit Hilfe der Borsten des 5. Segmentes Röhren in Kalkstein, Kalkalgen-Sediment (Lithothamnia) Steine, Lehmboden oder in alte Muschelschalen. Er bewohnt auch Holz oder Laminaria Haftorgane. Der Wurm ist auch in Brackwasser zu finden.

## Taxonomie
Polydora ciliata wurde 1838 von George Johnston als Leucodore ciliatus zum ersten Mal im Magazine of Zoology and Botany, Edinburgh wissenschaftlich beschrieben.

## Sonstiges
Die Bohrspuren von Polydora ciliata in Kalksteinbrocken (die nicht selten an Stränden angeschwemmt werden) können mit Fossilien (z.B fossilem Korallengestein) verwechselt werden - jedoch handelt es sich um Lebensspuren rezenter Tiere, also Pseudofossilien.